# Partido Conservador Social Cristiano
De Partido Conservador Social Cristiano (Nederlands: Sociaal Christelijke Conservatieve Partij, PCSC) was een centristische politieke partij in Chili die bestond van 1949 tot 1957.
Toen in 1948 de regering van Chili een wetsvoorstel indiende om de Communistische Partij van Chili te verbieden ontstond er verzet binnen de gelederen van de Conservatieve Partij (Partido Conservador). De "traditionalisten" binnen de partij steunden het wetsvoorstel maar de "sociaal christelijke conservatieven" binnen de partij meenden dat zo'n wet een inperking betekende van de vrijheid van vereniging en verwierpen het wetsvoorstel. Pogingen om de traditionalisten en de vernieuwers met elkaar te verzoenen liepen op niets uit en in 1949 scheidden de laatsten zich van de PC af en vormden de Partido Conservador Social Cristiano (PCSC). De traditionalisten doopten het restant van de PC om tot de Partido Conservador Tradicionalista (PCT).
Bij de parlementsverkiezingen van 1949 behaalde de PCSC 31 zetels in de Kamer van Afgevaardigden en 5 zetels in de Senaat. In 1953 werd het aantal zetels in de Kamer van Afgevaardigden gereduceerd tot 2 en behield de partij 1 senator. De parlementariërs gingen later over tot de Partido Conservador Tradicionalista (omgedoopt tot Partido Conservador Unido). De partij zelf bleef aanvankelijk voortbestaan en vormde met de linkse Falange Nacional de Federación Social Cristiana (Christelijk-Sociale Federatie).
In 1957 gingen de beide partijen een fusie aan en vormden de Partido Demócrata Cristiano de Chile (Christendemocratische Partij van Chili), een van de meest succesvolle partijen in het moderne Chili.

## Presidentiële kandidaat
De PCSC steunde in 1952 de kandidatuur van Pedro Enrique Alfonso van de Partido Radical voor het presidentschap.

## Verkiezingsresultaten
| Jaar (totaal aantal afgevaardigden) | Aantal afgevaardigden | Aantal stemmen | Percentage |
| ----------------------------------- | --------------------- | -------------- | ---------- |
| 1949 (147)                          | 31                    | 98.221         | 21,1       |
| 1953 (147)                          | 2                     | 33.332         | 4,3        |
| 1957 (147)                          | 2                     | 33.654         | 3,8        |

Bron: Cruz-Coke 1984